# Кастрициан Миланский
Кастрициан (лат. Castritianus, итал. Castriziano; III век) — святой епископ Миланский. День памяти — 1 декабря.
О жизни и епископском служении святого Кастрициана почти ничего не известно за исключением того, что он был епископом Милана в середине III века и что он был похоронен на кладбище в районе Римских ворот (Porta Romana), недалеко от нынешней базилики Святого Калимерия Его мощи были позже переведены в церковь Сан-Джованни-ин-Конка, которая была разрушена между XIX и XX веками.
Средневековые тексты, такие как Historia Dataria, относящаяся к XI векe, добавляют биографические детали, которые следует считать легендарными. Среди этих легендарных традиций находится продолжительность его епископства (41 год), с началом епископского служения вскоре после императора Домициана в 97 году и последующей датой кончины в 138 году. Также считают легендарным является его освящение домашней церкви дома, пожертвованного неким Филиппом, хотя современные специалисты, опираясь на документы IV века, считают вероятным существование ранее домашней церкви с садом в районе между Вратами Тицинезе (Porta Ticinese) и Вратами Магента (Porta Magenta).